# Tilt (dancegroep)
Tilt is een Britse danceact die actief is in het genre progressive house. De groep heeft een wisselende bezetting gehad met Michael Park als constante factor. Het grootste succes van Tilt is de plaat Invisible die in 1999 de Britse top 20 bereikt. De groep valt in 2006 uiteen, maar wordt in 2011 in een nieuwe samenstelling voortgezet.

## Biografie
Tilt werd in 1993 opgericht door het drietal Michael Park, Michael Wilson en John Graham. In 1995 wordt de groep gestrikt door Paul Oakenfold en brengt op zijn Perfecto-label singles als I Dream (1995), My Spirit en Places uit, die bescheiden hits worden in het Verenigd Koninkrijk. In 1998 maken ze ook een cover van de hit Children van Robert Miles. Een echt hitsucces is er in 1999 met de single Invisible, die in de Britse hitlijsten tot nummer twintig komt. Ze werken daarna ook samen met zangeres Maria Nayler waarmee ze Angry Skies (1999) en Headstrong (2002) opnemen. Ook succesvol is de plaat Flesh van Jan Johnston, waarvan het een van de twee remixes is die wordt uitgegeven. In 2002 verlaat Graham de groep om solo verder te gaan als Quivver. Samen met Andrew Beardmore (beter bekend als Andy Moor), nemen ze in 2004 het album Explorer op. Twee jaar later verschijnt ook Vaults. Daarna valt de groep uiteen.
In 2001 blaast Park nieuw leven n Tilt. Ditmaal met Nic Britton als nieuwe partner. In 2013 verschijnt het album Stop The World Revolving met daarop remixes van oudere tracks. Ook wordt samengewerkt met Paul van Dyk op de single Rendezvous en opnieuw Maria Nayler op My Release (2013). In 2014 wordt ook het album Resonator uitgebracht. Op het album staat de track 30 Hits of Acid, die een samenwerking is met Gez Varley (LFO).

## Discografie

### Albums
- Explorer (2004)
- Vaults (2006)
- Stop The World Revolving (2013)
- Resonator (2014)